# سرهنگ دیبیرز
ادوارد ویسکوسکی (به انگلیسی: Edward Wiskoski؛ ۱۰ ژانویهٔ ۱۹۴۵ – ۲۲ ژانویهٔ ۲۰۲۵) که به طور حرفه‌ای با نام سرهنگ دیبیرز شناخته می‌شد، کشتی‌گیر حرفه‌ای اهل ایالات متحده آمریکا بود. او بیشتر به خاطر حضورش در انجمن کشتی ایالات متحده آمریکا، از سال ۱۹۸۵ تا ۱۹۹۰ شناخته شد.
وی در ۲۲ ژانویهٔ ۲۰۲۵، در سن ۸۰ سالگی درگذشت.